# Coppa del Mondo di rugby 1999
La Coppa del Mondo di rugby 1999 (in inglese 1999 Rugby World Cup; in gallese Cwpan Rygbi'r Byd 1999) fu la 4ª edizione della Coppa del Mondo di rugby, massima competizione internazionale di rugby a 15 organizzata dall'International Rugby Football Board (IRFB).
Tenutasi dal 1º ottobre al 6 novembre 1999, fu la prima Coppa del Mondo dopo la caduta del vincolo del dilettantismo nel rugby a 15, avvenuta nel 1995 a un secolo esatto di distanza dalla scissione di Huddersfield che aveva dato origine al rugby a 13.
Fu la seconda volta, in otto anni, che la Coppa si tenne nelle isole britanniche con il sostegno logistico della Francia, anche se formalmente il Paese organizzatore fu il Galles, il quale fornì tre sedi alla competizione (Cardiff, Llanelli e Wrexham).
Il resto del Regno Unito fornì altre otto sedi, ivi comprese Belfast, Edimburgo e Londra; altre due furono fornite dalla Repubblica d'Irlanda e cinque dalla Francia, per un totale di 18 impianti coinvolti.
A laurearsi campione del mondo fu l'Australia, prima compagine a vincere la competizione per la seconda volta dopo il successo del 1991; gli Wallabies batterono al nuovissimo Millennium Stadium di Cardiff la Francia per 36-12 nella gara decisiva per il titolo: entrambe le squadre erano alla loro seconda finale.
Tale edizione della Coppa inaugurò anche la nuova formula a 20 squadre, laddove le precedenti tre edizioni ne prevedevano 16.
Il valore delle marcature, come stabilito dall’IRFB nel 1992, era: 5 punti per ciascuna meta (7 se trasformata), 3 punti per la realizzazione di ciascun calcio piazzato, idem per il drop.

## Storia

### L'organizzazione
Subito dopo la fine della Coppa del Mondo 1995 in Sudafrica l'IRFB, com'era all'epoca noto World Rugby, abolì la proibizione di giocare a rugby a 15 dietro compenso, aprendo quindi la strada al professionismo nella disciplina.
Tale apertura, piuttosto che costituire una rivoluzione, fu generalmente considerata la presa d'atto dell'esistenza, ad alto livello, di fenomeni nemmeno troppo nascosti di dilettantismo marrone (in francese amateurisme marron, in inglese shamateurism, da shame = "vergogna" e amateurism), messi in opera soprattutto nel Sud-Ovest francese con stratagemmi quali per esempio garantire un compenso al giocatore di un club tramite l'assunzione da parte di una delle ditte collegate alla proprietà dello stesso o da parte di uno dei suoi sponsor: tale sistema divenne noto come semiprofessionismo alla francese (in francese démi-professionnalisme à la française).
La scelta di concedere al Galles l'organizzazione della Coppa 1999 fu, di fatto, obbligata: la Welsh Rugby Union, all'epoca rappresentata nell'IRFB da Vernon Pugh (futuro presidente nel 1994), ritirò la propria candidatura alla Coppa del Mondo 1991 permettendo quindi all'Inghilterra di ottenere il torneo, con il tacito accordo che alla prima occasione utile la Rugby Football Union avrebbe restituito il favore, cosa che accadde nel meeting dell'IRFB il 12 marzo 1995 a Bristol: i rappresentanti delle federazioni dell'allora Cinque Nazioni più una sesta federazione (che si suppose essere l'Italia) votarono in blocco per la candidatura gallese, permettendole di prevalere su quella australiana nella corsa all'organizzazione del torneo.
Il comitato organizzatore della Coppa del Mondo introdusse alcune rilevanti variazioni rispetto alle edizioni precedenti: l'aumento delle partecipanti da 16 a 24 e la riduzione a 4 delle squadre qualificate automaticamente (le prime tre classificate della Coppa del Mondo 1995, nell'ordine Sudafrica, Nuova Zelanda e Francia, più il Galles Paese organizzatore), più l'adozione di un turno di ripescaggio al termine delle qualificazioni per designare la diciannovesima e la ventesima squadra ammessa al torneo.
Per quanto riguardava le squadre europee di prima fascia, le tre squadre del Cinque Nazioni non automaticamente ammesse, Inghilterra, Irlanda e Scozia, entrarono in scena all'ultimo turno delle qualificazioni mentre Italia e Romania iniziarono il loro percorso al penultimo turno; le tre formazioni britanniche affrontarono ciascuna un girone di qualificazione a tre squadre con due qualificate ciascuna: le due squadre si sarebbero ritrovate nello stesso girone e nelle stesse sedi anche alla Coppa del Mondo.
La formula fu insolita, con cinque gironi di quattro squadre ciascuno, e non fu più riproposta (dall'edizione successiva, infatti, si passò alla formula con quattro gironi di cinque squadre ciascuna, solo le prime due delle quali avrebbero acceduto alle fasi a eliminazione diretta); ciò comportò che solo le cinque prime classificate accedettero direttamente ai quarti di finale (e due di esse si sarebbero affrontate tra di loro) mentre le cinque seconde e la migliore terza dovettero affrontare un turno secco di barrage per portare le sei pretendenti ai quarti di finale a tre.
Il sorteggio per la composizione dei gironi si tenne a giugno 1998, a qualificazioni ancora in corso e quindi con i nomi delle squadre ancora ignoti all'epoca.
Nel girone A, alla testa di serie Sudafrica furono abbinate Europa 3 (che risultò essere la Scozia), Europa 4 (Spagna) e Ripescaggi 2 (Uruguay); nel girone B insieme alla Nuova Zelanda furono sorteggiate Europa 2 (Inghilterra), Europa 3 (Italia) e Ripescaggi 1 (Tonga); nel girone C alla Francia si aggiunsero Africa 1 (Namibia), Americhe 2 (Canada) e Oceania 2 (Australia); il girone D, della padrona di casa Galles, vide anche Americhe 1 (Argentina), Asia 1 (Giappone) e Oceania 3 (Samoa).
Infine il girone E, l'unico senza squadre automaticamente qualificate, in cui furono sorteggiate Europa 1 (Irlanda), Europa 6 (Romania), America 3 (Stati Uniti) e Oceania 1 (Figi).
Partecipando all'organizzazione logistica della manifestazione tutto il Regno Unito, la Repubblica d'Irlanda e la Francia, ognuna delle squadre del Cinque Nazioni ospitò sul proprio territorio gli incontri del girone di cui faceva parte, al pari degli incontri del terzo turno europeo di qualificazione: l'unica differenza fu per l'Inghilterra che disputò tali incontri a Huddersfield (mentre gli incontri al mondiale furono a Twickenham), laddove la Scozia li tenne tutti a Edimburgo e l'Irlanda a Dublino.
Quanto alle due già qualificate Galles e Francia, il primo ospitò tutti gli incontri del proprio girone mondiale a Cardiff, mentre la seconda, pur giocando sul proprio suolo, itinerò tra Béziers, Bordeaux e Tolosa.
Alla manifestazione parteciparono per la prima volta la Spagna, vincitrice al terzo turno di qualificazione europea, Namibia, autrice di un filotto di vittorie nel suo turno di qualificazione africana, e l'Uruguay, qualificato all'ultimo turno dei ripescaggi.

### Il torneo

#### La fase a gironi

Localizzazione dei Paesi qualificati alla Coppa del Mondo 1999

Il girone francese, che presentava la squadra di casa come unica contendente di prima fascia, fu dominato a punteggio pieno dagli uomini agli ordini di Jean-Claude Skrela; quello scozzese vide stabilite le gerarchie sostanzialmente al primo incontro, quando la campione uscente Sudafrica vinse 46-29 a Edimburgo sulla nazionale del Cardo ipotecando direttamente i quarti di finale e dirottando i suoi più diretti avversari al barrage.
Stesso discorso per l'Inghilterra, sconfitta nel suo girone a Twickenham dalla Nuova Zelanda per 16-30.
In quello stesso gruppo si registrò la peggior sconfitta italiana alla Coppa del Mondo e la sua seconda peggiore di sempre: contro gli All Blacks la squadra allenata da Massimo Mascioletti (subentrato alla guida tecnica in una situazione d'emergenza alla vigilia del torneo e al 2020 ultimo C.T. italiano della squadra azzurra) subì un pesante 3-101 a conclusione di un torneo senza vittorie, il più negativo di sempre anche per differenza punti fatti/subiti.
A Dublino fece la differenza l'incontro-clou del girone tra Australia e Irlanda, vinto 23-3 dagli Wallabies al termine di una gara spigolosa e fisica con qualche colpo fuori dal regolamento e una rissa finale.
Gli anfitrioni del Galles vennero invece a capo di un girone complicatosi durante il tragitto e conclusosi con tre squadre a pari punti al primo posto: infatti nell'ultimo incontro i Dragoni, fino ad allora a punteggio pieno, persero 31-38 contro Samoa nella giornata in cui il gallese Neil Jenkins realizzava il record mondiale di punti internazionali; non essendo l'Argentina riuscita a battere il Giappone con un punteggio più ampio del 33-12 con cui vinse l'incontro, la differenza punti premiò la formazione di casa che passò il turno per prima e fu accoppiata alla vincitrice del girone D, l'Australia, nei quarti.
A titolo statistico, l'incontro tra le due esordienti assolute del torneo Uruguay e Spagna, che aprì il girone scozzese, si tenne a Galashiels e fu vinto 27-15 dai sudamericani davanti a 4000 persone sotto la direzione dell'inglese Chris White.

#### Iplay-off
Nei barrage, in cui Inghilterra e Scozia regolarono rispettivamente Figi e Samoa, l'unica sorpresa venne dall'eliminazione dell'Irlanda a opera dell'Argentina al Félix Bollaert di Lens: a sette minuti dalla fine di un incontro fino ad allora senza mete, regolato soltanto al piede da 24 punti di David Humphreys al piede e 18 di Gonzalo Quesada, l'argentino Diego Albanese realizzò l'unica marcatura pesante da 5 punti della partita che lo stesso Quesada trasformò per il 25-24 dei Pumas che nel finale arrotondarono, ancora con Quesada, per chiudere 28 a 24 e raggiungere per la prima volta i quarti di finale.
Nei quarti di finale, che vide in ogni partita lo scontro tra i due emisferi, il Sud ebbe la meglio con l'Australia sul Galles, il Sudafrica sull'Inghilterra e la Nuova Zelanda sulla Scozia.
Solo la Francia sopravvisse alla decimazione delle squadre europee, battendo l'Argentina e prenotando il suo posto in semifinale contro la Nuova Zelanda, che costituì l'altra grande sorpresa del torneo: mentre gli australiani rispettarono il proprio pronostico battendo il Sudafrica e staccando il biglietto per la finale di Cardiff, a Twickenham, invece, gli All Blacks incapparono in un'inaspettata sconfitta per 31-43 contro i Bleus che mostrarono la miglior prestazione del loro torneo, che fino a quel punto li aveva visti navigare fino alla semifinale grazie a un sorteggio non impossibile.
La finale di consolazione, tenutasi in tono minore, vide il Sudafrica prevalere sugli All Blacks, al loro terzo mondiale consecutivo senza titolo, mentre in quella con la Coppa in palio fu l'Australia a prevalere nettamente su una Francia che non ripeté l'exploit della semifinale: il punteggio di 35-12 con cui gli Wallabies vinsero rese l'Australia la prima nazionale a laurearsi campione mondiale due volte nonché la prima, e al 2019 l'unica, a vincere un'edizione di Coppa del Mondo partendo dalle sue fasi di qualificazione.

## Squadre qualificate
|                        | Africa                         | Americhe                                                                  | Asia                | Europa | Oceania                                                        | Ripescaggi                                      |
| Ammissioni automatiche | - Sudafrica (campione uscente) |                                                                           |                     | - Galles (paese organizzatore) - Francia (3ª CdM 1995)                                                                         | - Nuova Zelanda (2ª CdM 1995)                                  |                                                 |
| Qualificazioni         | - Namibia (Africa 1)           | - Argentina (Americhe 1) - Canada (Americhe 2) - Stati Uniti (Americhe 3) | - Giappone (Asia 1) | - Irlanda (Europa 1) - Inghilterra (Europa 2) - Scozia (Europa 3) - Spagna (Europa 4) - Italia (Europa 5) - Romania (Europa 6) | - Figi (Oceania 1) - Australia (Oceania 2) - Samoa (Oceania 3) | - Tonga (Ripescaggi 1) - Uruguay (Ripescaggi 2) |

## Impianti
| Città        | Impianto                 | Capacità | Incontri |
| ------------ | ------------------------ | -------- | -------- |
| Belfast      | Ravenhill                | 12500    | 1        |
| Béziers      | Stade de la Méditerranée | 18000    | 2        |
| Bordeaux     | Parc Lescure             | 34327    | 2        |
| Bristol      | Ashton Gate              | 21500    | 1        |
| Cardiff      | Millennium Stadium       | 74500    | 7        |
| Dublino      | Lansdowne Road           | 49250    | 5        |
| Edimburgo    | Murrayfield              | 67500    | 6        |
| Galashiels   | Netherdale               | 6000     | 1        |
| Glasgow      | Hampden Park             | 52500    | 1        |
| Huddersfield | McAlpine Stadium         | 28000    | 1        |
| Leicester    | Welford Road             | 16500    | 1        |
| Lens         | Stadio Félix Bollaert    | 41800    | 1        |
| Limerick     | Thomond Park             | 13500    | 1        |
| Llanelli     | Stradey Park             | 10800    | 1        |
| Londra       | Twickenham               | 75000    | 6        |
| Saint-Denis  | Stade de France          | 80000    | 1        |
| Tolosa       | Stadium Municipal        | 27000    | 2        |
| Wrexham      | Racecourse Ground        | 15500    | 1        |

## Formula
Le 20 squadre furono ripartite in 5 gironi da 4 squadre ciascuna che si affrontarono con il metodo del girone all'italiana.
Il punteggio assegnato fu di 3 punti per la vittoria, 2 ciascuno per il pareggio e uno per la sconfitta.
In caso di forfait di una squadra, questa si sarebbe vista infliggere la sconfitta con zero punti in classifica, mentre la vincitrice ne avrebbe guadagnati tre.
Accedettero direttamente ai quarti di finale le cinque vincitrici di girone, mentre le cinque seconde classificate e la migliore terza si affrontarono in un turno di barrage per determinare le altre tre quartifinaliste.
Il regolamento prevedette due diversi sistemi di discriminazione in caso di arrivo a pari punti nel girone: uno valido nel caso di due squadre, l'altro nel caso di più di due: solo quest'ultimo si verificò, e per spareggiare si fece riferimento, nell'ordine, ai punti segnati nel girone; alle mete segnate nel girone; al quoziente punti fatti/subiti, dal maggiore al minore; al minor numero di sanzioni disciplinari subìte e, infine, al sorteggio.
Uno dei quattro quarti di finale vide di fronte due prime classificate mentre negli altri tre incontri le rimanenti tre vincitrici di girone furono accoppiate alle tre squadre vincitrici del barrage.
Da quel momento in poi il torneo proseguì a eliminazione diretta con semifinali e finali (terzo e primo posto).
Entrambe le semifinali si tennero allo stadio londinese di Twickenham, mentre le finali per il terzo posto e per il titolo ebbero luogo al Millennium Stadium di Cardiff.

## Gironi
| Girone A                                | Girone B                                       | Girone C                            | Girone D                                | Girone E                                      |
| --------------------------------------- | ---------------------------------------------- | ----------------------------------- | --------------------------------------- | --------------------------------------------- |
| - Scozia - Spagna - Sudafrica - Uruguay | - Inghilterra - Italia - Nuova Zelanda - Tonga | - Canada - Figi - Francia - Namibia | - Argentina - Galles - Giappone - Samoa | - Australia - Irlanda - Romania - Stati Uniti |

## Fase a gironi

### Girone A
| Data       | Incontro            | Risultato | Sede       |
| ---------- | ------------------- | --------- | ---------- |
| 2-10-1999  | Uruguay — Spagna    | 27-15     | Galashiels |
| 3-10-1999  | Scozia — Sudafrica  | 29-46     | Edimburgo  |
| 8-10-1999  | Scozia — Uruguay    | 43-12     | Edimburgo  |
| 10-10-1999 | Sudafrica — Spagna  | 47-3      | Edimburgo  |
| 15-10-1999 | Sudafrica — Uruguay | 39-3      | Glasgow    |
| 16-10-1999 | Scozia — Spagna     | 48-0      | Edimburgo  |

#### Classifica
| Pos | Squadra   | G | V | N | P | PF  | PS  | P±   | PT |
| --- | --------- | - | - | - | - | --- | --- | ---- | -- |
| A1  | Sudafrica | 3 | 3 | 0 | 0 | 132 | 35  | 97   | 9  |
| A2  | Scozia    | 3 | 2 | 0 | 1 | 120 | 58  | 62   | 7  |
| A3  | Uruguay   | 3 | 1 | 0 | 2 | 42  | 97  | −55  | 5  |
| A4  | Spagna    | 3 | 0 | 0 | 3 | 18  | 122 | −104 | 3  |

### Girone B
| Data       | Incontro                    | Risultato | Sede         |
| ---------- | --------------------------- | --------- | ------------ |
| 2-10-1999  | Inghilterra — Italia        | 67-7      | Londra       |
| 3-10-1999  | Nuova Zelanda — Tonga       | 45-0      | Bristol      |
| 9-10-1999  | Inghilterra — Nuova Zelanda | 16-30     | Londra       |
| 10-10-1999 | Italia — Tonga              | 25-28     | Leicester    |
| 14-10-1999 | Nuova Zelanda — Italia      | 101-3     | Huddersfield |
| 15-10-1999 | Inghilterra — Tonga         | 101-10    | Londra       |

#### Classifica
| Pos | Squadra       | G | V | N | P | PF  | PS  | P±   | PT |
| --- | ------------- | - | - | - | - | --- | --- | ---- | -- |
| B1  | Nuova Zelanda | 3 | 3 | 0 | 0 | 176 | 28  | 148  | 9  |
| B2  | Inghilterra   | 3 | 2 | 0 | 1 | 184 | 47  | 137  | 7  |
| B3  | Tonga         | 3 | 1 | 0 | 2 | 47  | 171 | −124 | 5  |
| B4  | Italia        | 3 | 0 | 0 | 3 | 35  | 196 | −161 | 3  |

### Girone C
| Data       | Incontro          | Risultato | Sede     |
| ---------- | ----------------- | --------- | -------- |
| 1-10-1999  | Figi — Namibia    | 67-18     | Béziers  |
| 2-10-1999  | Francia — Canada  | 33-20     | Béziers  |
| 8-10-1999  | Francia — Namibia | 47-13     | Bordeaux |
| 9-10-1999  | Figi — Canada     | 38-22     | Bordeaux |
| 14-10-1999 | Canada — Namibia  | 72-11     | Tolosa   |
| 16-10-1999 | Francia — Figi    | 28-19     | Tolosa   |

#### Classifica
| Pos | Squadra | G | V | N | P | PF  | PS  | P±   | PT |
| --- | ------- | - | - | - | - | --- | --- | ---- | -- |
| C1  | Francia | 3 | 3 | 0 | 0 | 108 | 52  | 56   | 9  |
| C2  | Figi    | 3 | 2 | 0 | 1 | 124 | 68  | 56   | 7  |
| C3  | Canada  | 3 | 1 | 0 | 2 | 114 | 82  | 32   | 5  |
| C4  | Namibia | 3 | 0 | 0 | 3 | 42  | 186 | −144 | 3  |

### Girone D
| Data       | Incontro             | Risultato | Sede     |
| ---------- | -------------------- | --------- | -------- |
| 1-10-1999  | Galles — Argentina   | 23-18     | Cardiff  |
| 3-10-1999  | Samoa — Giappone     | 43-9      | Wrexham  |
| 9-10-1999  | Galles — Giappone    | 64-15     | Cardiff  |
| 10-10-1999 | Argentina — Samoa    | 32-16     | Llanelli |
| 14-10-1999 | Galles — Samoa       | 31-38     | Cardiff  |
| 16-10-1999 | Argentina — Giappone | 33-12     | Cardiff  |

#### Classifica
| Pos | Squadra   | G | V | N | P | PF  | PS  | P±   | PT |
| --- | --------- | - | - | - | - | --- | --- | ---- | -- |
| D1  | Galles    | 3 | 2 | 0 | 1 | 118 | 71  | 47   | 7  |
| D2  | Argentina | 3 | 2 | 0 | 1 | 83  | 51  | 32   | 7  |
| D3  | Samoa     | 3 | 2 | 0 | 1 | 97  | 72  | 25   | 7  |
| D4  | Giappone  | 3 | 0 | 0 | 3 | 36  | 140 | −104 | 3  |

### Girone E
| Data       | Incontro                | Risultato | Sede     |
| ---------- | ----------------------- | --------- | -------- |
| 2-10-1999  | Irlanda — Stati Uniti   | 53-8      | Dublino  |
| 3-10-1999  | Australia — Romania     | 57-9      | Belfast  |
| 9-10-1999  | Stati Uniti — Romania   | 25-27     | Dublino  |
| 10-10-1999 | Irlanda — Australia     | 3-23      | Dublino  |
| 14-10-1999 | Australia — Stati Uniti | 55-19     | Limerick |
| 15-10-1999 | Irlanda — Romania       | 44-14     | Dublino  |

#### Classifica
| Pos | Squadra     | G | V | N | P | PF  | PS  | P±  | PT |
| --- | ----------- | - | - | - | - | --- | --- | --- | -- |
| E1  | Australia   | 3 | 3 | 0 | 0 | 135 | 31  | 104 | 9  |
| E2  | Irlanda     | 3 | 2 | 0 | 1 | 100 | 45  | 55  | 7  |
| E3  | Romania     | 3 | 1 | 0 | 2 | 50  | 126 | −76 | 5  |
| E4  | Stati Uniti | 3 | 0 | 0 | 3 | 52  | 135 | −83 | 3  |

## Play-off
| Barrage | Barrage     | Barrage |  |  | Quarti di finale | Quarti di finale | Quarti di finale |  |  | Semifinali | Semifinali       | Semifinali |  |                        | Finale                 | Finale                 | Finale |
|         |             |         |  |  |                  |                  |                  |  |  |            |                  |            |  |                        |                        |                        |        |
|         |             |         |  |  |                  |                  |                  |  |  |            |                  |            |  |                        |                        |                        |        |
|         |             |         |  |  | A1               | Sudafrica        | 44               |  |  |            |                  |            |  |                        |                        |                        |        |
| B2      | Inghilterra | 45      |  |  | B2               | Inghilterra      | 11               |  |  |            |                  |            |  |                        |                        |                        |        |
| C2      | Figi        | 24      |  |  |                  |                  |                  |  |  |            | Sudafrica        | 21         |  |                        |                        |                        |        |
|         |             |         |  |  |                  |                  |                  |  |  |            | Australia d.t.s. | 27         |  |                        |                        |                        |        |
|         |             |         |  |  | D1               | Galles           | 9                |  |  |            |                  |            |  |                        |                        |                        |        |
|         |             |         |  |  | E1               | Australia        | 24               |  |  |            |                  |            |  |                        |                        |                        |        |
|         |             |         |  |  |                  |                  |                  |  |  |            |                  |            |  |                        |                        | Australia              | 35     |
|         |             |         |  |  |                  |                  |                  |  |  |            |                  |            |  |                        |                        | Francia                | 12     |
|         |             |         |  |  | B1               | Nuova Zelanda    | 30               |  |  |            |                  |            |  |                        |                        |                        |        |
| A2      | Scozia      | 35      |  |  | A2               | Scozia           | 18               |  |  |            |                  |            |  |                        |                        |                        |        |
| D3      | Samoa       | 20      |  |  |                  |                  |                  |  |  |            | Nuova Zelanda    | 31         |  |                        |                        |                        |        |
|         |             |         |  |  |                  |                  |                  |  |  |            | Francia          | 43         |  |                        |                        |                        |        |
|         |             |         |  |  | C1               | Francia          | 46               |  |  |            |                  |            |  | Finale per il 3º posto | Finale per il 3º posto | Finale per il 3º posto |        |
| D2      | Argentina   | 28      |  |  | D2               | Argentina        | 27               |  |  |            |                  |            |  |                        |                        | Sudafrica              | 22     |
| E2      | Irlanda     | 24      |  |  |                  |                  |                  |  |  |            |                  |            |  |                        |                        | Nuova Zelanda          | 18     |

### Spareggi d'accesso ai quarti di finale
| Arbitro: | Clayton Thomas |

|                                           |      |                                           |
| Luger 24’ Back 39’ Beal 60’ Greening 69’  | mt   | 51’ Satala 62’ Tikomaimakogai 79’ Nakauta |
| Wilkinson 24’ Dawson 69’                  | tr   | 51’, 62’, 79’ N. Little                   |
| Wilkinson 2’, 8’, 14’, 46’, 49’, 55’, 65’ | c.p. | 5’ Serevi                                 |

| Arbitro: | David McHugh |

|                                   |      |                     |
| tecnica 17’ Leslie 39’ Murray 73’ | mt   | 67’ Sititi 80’ Lima |
| Logan 17’                         | tr   | 67’, 80’ Leaega     |
| Logan 40’, 42’, 48’, 56’, 71’     | c.p. | 26’, 40’ Leaega     |
| Townsend 61’                      | drop |                     |

| Arbitro: | Stuart Dickinson |

|                                              |      |                                           |
|                                              | mt   | 73’ Albanese                              |
|                                              | tr   | 73’ Quesada                               |
| D. Humphreys 4’, 7’, 16’, 26’, 31’, 43’, 61’ | c.p. | 10’, 19’, 25’, 47’, 55’, 65’, 80’ Quesada |
| D. Humphreys 45’                             | drop |                                           |

### Quarti di finale
| Arbitro: | Colin Hawke |

|                          |      |                         |
|                          | mt   | 6’, 80’ Gregan 65’ Tune |
|                          | tr   | 6’, 65’, 80’ M.C. Burke |
| N. Jenkins 10’, 21’, 31’ | c.p. | 13’ M.C. Burke          |

| Arbitro: | Jim Fleming |

|                                    |      |                                                  |
| v.d. Westhuizen 38’ P. Rossouw 80’ | mt   |                                                  |
| de Beer 38’, 80’                   | tr   |                                                  |
| de Beer 5’, 10’, 25’, 79’, 80+1’   | c.p. | 3’, 7’, 12’, 18’, 43’, 48’ Grayson 64’ Wilkinson |
| de Beer 44’, 46’, 54’, 72’, 75’    | drop |                                                  |

| Arbitro: | Derek Bevan |

|                                                      |      |                                        |
| Garbajosa 5’, 78’ Bernat-Salles 10’, 75’ Ntamack 28’ | mt   | 23’ Pichot 40+1’ Arbizu                |
| Lamaison 5’, 10’, 28’, 75’, 78’                      | tr   | 23’, 40+1’ Quesada                     |
| Lamaison 3’, 34’, 51’, 73’                           | c.p. | 27’, 39’, 54’ Quesada 69’ F. Contepomi |

| Arbitro: | Ed Morrison |

|                            |      |                                       |
| Pountney 67’ C. Murray 80’ | mt   | 13’, 40’ T. Umaga 15’ Wilson 61’ Lomu |
| Logan 67’                  | tr   | 13’, 15’ Mehrtens                     |
| Logan 21’                  | c.p. | 8’, 25’ Mehrtens                      |
| Townsend 49’               | drop |                                       |

### Semifinali
| Arbitro: | Derek Bevan |

|                                                   |      |                                        |
| M.C. Burke 12’, 22’, 26’, 40’, 65’, 75’, 89’, 90’ | c.p. | 24’, 36’, 44’, 79’, 80+5’, 86’ de Beer |
| Larkham 94’                                       | drop | 51’ de Beer                            |

| Arbitro: | Jim Fleming |

|                            |      |                                                         |
| Lomu 23’, 44’ Wilson 80’   | mt   | 20’ Lamaison 56’ Dominici 60’ Dourthe 74’ Bernat-Salles |
| Mehrtens 44’, 80’          | tr   | 20’, 56’, 60’, 74’ Lamaison                             |
| Mehrtens 9’, 18’, 22’, 39’ | c.p. | 3’, 51’, 55’ Lamaison                                   |
|                            | drop | 47’, 49’ Lamaison                                       |

### Finale per il 3º posto
| Arbitro: | Peter Marshall |

|                                       |      |                        |
|                                       | mt   | 26’ Paulse             |
|                                       | tr   | 26’ Honiball           |
| Mehrtens 11’, 25’, 33’, 40’, 53’, 68’ | c.p. | 17’, 38’, 47’ Honiball |
|                                       | drop | 12’, 75’ Montgomery    |

### Finale
| Arbitro: | André Watson |

| |              | |
| Tune 66’ Finegan 80’ | mt           | |
| M.C. Burke 66’, 80’ | tr           | |
| Burke 5’, 15’, 25’, 40’, 46’, 58’, 64’ | c.p.         | 2’, 12’, 52’, 61’ Lamaison |
| · M.C. Burke · Tune · 47’ D. Herbert · Horan · 80’ Roff · Larkham · 80’ Gregan · 75’ Harry · 80’ M. Foley · Blades · Giffin · Eales · 53’ Cockbain · 74’ Wilson · Kefu | Formazioni   | · Garbajosa 67’ · Bernat-Salles · R. Dourthe 50’, 75’ 60’ · Ntamack · Dominici · Lamaison · Galthié 77’ · Soulette 48’ · Ibañez 80’ · Tournaire · Benazzi · Pelous · M. Lièvremont 60’ · Magne 20’ 30’ · Juillet 40’ |
| · 47’ J. Little · 53’ Finegan · 74’ Connors · 75’ D. Crowley · 80’ Grey · 80’ Paul · 80’ Whitaker                                                                      | Sostituzioni | · 20’, 60’ 30’ Costes · 40’ Brouzet · 48’ de Villiers · 50’, 75’ 60’ Glas · 67’ Mola · 77’ S. Castaignède · 80’ Dal Maso                                                                                             |
| Rod Macqueen | Allenatori   | Jean-Claude Skrela |

## Il post-torneo
Nonostante la ricezione generalmente positiva, in sede di revisione post-manifestazione emersero alcune criticità legate alla logistica che tuttavia il comitato organizzatore definì di fatto inevitabili.
Una delle criticità emerse più rilevanti riguardò lo spargimento del torneo su tre Paesi e cinque giurisdizioni federali, con l'utilizzo di 18 impianti per quarantuno incontri (il Sudafrica, quattro anni prima, ne usò nove per 32 incontri).
Ogni federazione mise a disposizione almeno tre impianti, e l'uso dello scozzese Murrayfield per la fase a gironi fu stigmatizzato a posteriori visto il basso numero di biglietti venduto in ragione della capacità di più di 70000 spettatori.
Il comitato organizzatore e gli ufficiali della federazione gallese, incaricati della supervisione dell'organizzazione del torneo, tuttavia, denunciarono carenze burocratiche a causa delle quali ricevettero solo ad agosto 1999 la documentazione con le caratteristiche tecniche degli impianti, incluse quelle sulla capienza autorizzata, il che rese impossibile pianificare il numero di biglietti da mettere in vendita.
Un'altra criticità fu costituita dal Millennium Stadium di Cardiff: benché l'impianto non fosse presente nel dossier con cui il Galles chiese l'organizzazione della Coppa del Mondo (lo stadio nazionale era l'Arms Park), ciononostante la sua costruzione costituì un fattore di preoccupazione: a causa dei ritardi la certificazione di agibilità dell'impianto giunse solo a settembre 1999, ovvero un mese prima dell'inizio della competizione: non erano disponibili mappature dei posti, delle uscite di sicurezza, degli ingressi e delle zone di conforto, il che dilatò i tempi di messa a disposizione dei biglietti per gli spettatori; il comitato organizzatore aveva previsto un piano di riserva in caso di mancata disponibilità del Millennium Stadium, consistente nella richiesta d'utilizzo del vecchio stadio di Wembley, in uso alla federcalcio inglese.
Un ultimo elemento di criticità fu individuato nel calendario della fase a gironi, nel quale la disomogeneità di distribuzione degli incontri fece sì che in alcuni giorni ve ne fossero tre o quattro intervallati da due o tre giorni senza incontri; il comitato organizzatore rispose di essere venuto incontro alle richieste delle federazioni che ospitavano le gare, le quali preferirono concentrare gli appuntamenti intorno ai fine settimana; tuttavia l'intesa fu che già dalla successiva edizione tale aspetto sarebbe stato rivisto.

## Statistiche
Oltre al titolo assoluto, l'Australia si aggiudicò con Tim Horan il riconoscimento di miglior giocatore del torneo; questi fu anche il primo pluricampione del mondo insieme ai compagni Dan Crowley e John Eales, che avevano fatto parte della squadra campione otto anni prima in Inghilterra.
Le uniche classifiche in cui gli Wallabies non primeggiarono furono quelle dei marcatori di mete, appannaggio del neozelandese Jonah Lomu con otto segnature, e quella dei realizzatori di punti, in cui prevalse l'argentino Gonzalo Quesada con 102.
I diritti radiotelevisivi fruttarono 45000000 £ (+137% sul 1995), quelli commerciali altresì 2000000 £ da ciascuno dei dieci sponsor maggiori (Coca-Cola, Guinness, Xerox, Visa, Société générale, South African Airways, Ford, BT, Lloyd TSB e Outspan).
Inclusa la vendita dei biglietti, e al netto delle spese, il guadagno della manifestazione fu di circa 22 milioni di sterline.
Il numero totale di spettatori paganti fu di circa 1750000, mentre quello dell'audience televisiva fu quantificato in 3 miliardi di telespettatori su un bacino d'utenza inferiore solo a quello dei giochi olimpici.

## Copertura televisiva
La Coppa del Mondo fu prodotta da quattro emittenti televisive capeggiate dalla britannica ITV che curò le riprese e la trasmissione dei 26 incontri tenutisi nel Regno Unito (Inghilterra, Scozia, Galles e Irlanda del Nord); TF1 e Canal+ seguirono le riprese degli 8 incontri in Francia, mentre RTÉ fece lo stesso per gli incontri nella Repubblica d'Irlanda.
In Francia TF1 registrò 18 milioni di telespettatori di picco durante la finale contro l'Australia, una cifra vicina a quella del numero di spettatori della finale del mondiale di calcio dell'anno prima che si tenne allo Stade de France.
Tutte le 41 partite furono trasmesse in diretta; l'audience televisiva era distribuita su 209 territori, per un totale dell'80% della superficie emersa terrestre, e le ore totali di trasmissione furono 2425.
In Italia gli incontri del torneo furono trasmessi dalla Rai.